# Potamophylax latipennis
Potamophylax latipennis là một loài Trichoptera trong họ Limnephilidae. Chúng phân bố ở miền Cổ bắc.